# Abu Dhabi Investment Authority Tower
Abu Dhabi Investment Authority Tower je nejvyšší budova v centru Abú Dhabí a byla dokončena v roce 2006. 

23. února 2007 vyšplhal na mrakodrap Alain Robert.